# Gianni Comino
Gianni Comino (Vicoforte, 1952 – Monte Bianco, 28 febbraio 1980) è stato un alpinista e guida alpina italiano.
È stato un pioniere dell'arrampicata su ghiaccio in Italia negli anni settanta. Ha aperto e ripetuto numerose vie di ghiaccio di estrema difficoltà sul Monte Bianco, molte delle quali in compagnia di Gian Carlo Grassi. È scomparso prematuramente nel 1980 a 28 anni, tentando la prima salita del seracco a destra della Poire, sul versante della Brenva del Monte Bianco.

## Biografia
Nel 1976, a soli 24 anni diviene guida alpina. In quegli anni conosce Gian Carlo Grassi che sarà suo compagno di scalata in molte ascensioni.
Nel 1978 effettua due importanti solitarie: la Boivin-Gabarrou all'Aiguille Verte, anche in prima invernale, e il Supercouloir al Mont Blanc du Tacul.
Nell'estate 1978 con Grassi apre due nuove goulotte, una sulla parete nord dell'Aiguille Verte e una sulla parete sud delle Grandes Jorasses, detta l'Ypercouloir.
Nell'estate del 1979 Comino e Grassi compiono la salita estremamente pericolosa di due seracchi: il 4 luglio il seracco sospeso del Col Maudit e l'11 agosto quello a sinistra della Poire.
Sempre nell'estate del 1979 accompagna Stefano De Benedetti nella salita della Via dei Francesi sulla parete est del Monte Rosa, di cui De Benedetti effettuerà la prima e unica discesa con gli sci, mentre Comino discenderà a piedi lungo la via. A settembre accompagna nuovamente De Benedetti per la prima discesa in sci della Via Major sul versante della Brenva del Monte Bianco.
È su un seracco che pochi mesi dopo, Gianni Comino, appena ventottenne, perde la vita. Il 28 febbraio 1980, dopo un approfondito studio delle condizioni del terreno, tenta in solitaria la salita del seracco di destra della Poire, ma verso l'uscita un crollo di ghiaccio lo fa precipitare.
Nel 1982 è stato costruito in suo ricordo il Bivacco Comino, a 2430 metri in Val Ferret.
Nel 1985 Gian Carlo Grassi, Renzo Luzi e Mauro Rossi aprirono una nuova via molto impegnativa sulla parete sud delle Grandes Jorasses, dedicandola a Comino, con il nome di Gianni Comino Memorial Route o Phantom Direct. La via, di 1400 metri e grado di difficoltà VI/6, è rimasta irripetuta per 25 anni fino al 2010.

## Salite sulle Alpi

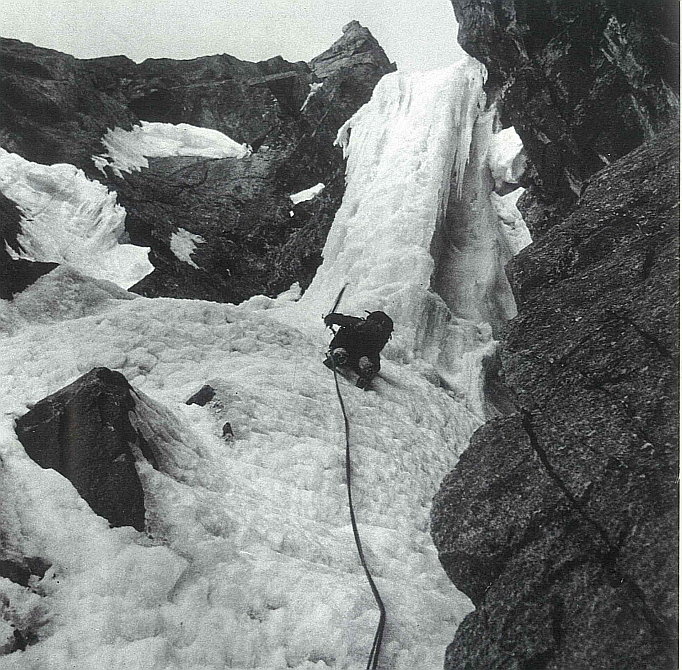
L'Ypercouloir, la goulotte aperta da Grassi e Comino nel 1978 sulla parete sud delle Grandes Jorasses. Nella foto, scattata da Grassi, Comino impegnato sul secondo salto.

Nel seguente elenco sono riportate alcune delle salite più significative di Gianni Comino sulle Alpi.
- Gogna-Armando - Scarason - 1978 - Prima ripetizione con Rio Celso della via di Alessandro Gogna e Paolo Armando del 1967[11]
- Boivin-Gabarrou - Aiguille Verte - 12 marzo 1978 - Salita in solitaria e prima invernale della via di Jean-Marc Boivin e Patrick Gabarrou del 1975[2]
- Goulotte Comino-Grassi-Casarotto - Aiguille Verte - 18 luglio 1978 - Prima salita con Gian Carlo Grassi e Renato Casarotto, parte nord, 1000 m IV/4+[4]
- Ypercouloir Grassi-Comino - Grandes Jorasses - 20 agosto 1978 - Prima salita con Gian Carlo Grassi, parete sud[5]
- Supercouloir - Mont Blanc du Tacul - 23 settembre 1978 - Prima solitaria della via di Patrick Gabarrou e Jean-Marc Boivin del 1975[3]
- Punta dell'Androsace (Mont Maudit) couloir NE - 21 giugno 1979 - Prima salita con Gian Carlo Grassi e Giuseppe 'Popi' Miotti
- Via dei Francesi - Monte Rosa, parete est (ITA) - 24 giugno 1979 - Salita con Stefano De Benedetti. De Benedetti compì in quell'occasione la prima e unica discesa con gli sci della via dei Francesi. Comino la discese a piedi.[8][12]
- Seracco del Col Maudit - Col Maudit - 4 luglio 1979 - Prima salita con Gian Carlo Grassi, 350 m V/5-6[6]
- Via Perruchon - Roccia Viva - 25 luglio 1979 - Salita con Gian Carlo Grassi[13]
- Seracco a sinistra della Poire - Monte Bianco/Brenva - 10-11 agosto 1979 - Prima salita con Gian Carlo Grassi[7]
- Goulotte Comino-Grassi - Col Maudit - 2 settembre 1979 - Prima salita con Gian Carlo Grassi, 300 m III/4[14]
- Via Major - Monte Bianco (ITA) - 7 settembre 1979 - Accompagna Stefano De Benedetti per la prima discesa con gli sci. Comino la discende a piedi.[15]